# Чимре
Чимре — небольшое поселение рядом с монастырём Чемрей Гомпа школы Друкпа Кагью (красношапочные) в восточном Ладакхе, основанном в 1664 в помять о Ладакхском царе. Монастырь испытывает некоторое трудности, связанные с уменьшением количества монахов для такого большого монастыря.

## География
Чимре находится на 33.97 северной широты и 77.80 восточной долготы. Он находится на высоте 3817 метров над уровнем моря.

## Демография
В соответствии с Переписью населения Индии 2011 года, в Чимре зарегистрировано 353 домовладений. Эффективный уровень грамотности (то есть то есть уровень грамотности всего населения, исключая детей до 7 лет) составил 91,12 %.
|                                                     | Всего | Мужчин | Женщин |
| --------------------------------------------------- | ----- | ------ | ------ |
| Население                                           | 6222  | 5450   | 772    |
| Дети моложе 6 лет                                   | 130   | 56     | 74     |
| Членов зарегистрированных каст                      | 0     | 0      | 0      |
| Членов зарегистрированных племён                    | 1846  | 1177   | 669    |
| Грамотных                                           | 5551  | 5143   | 408    |
| Работающих (всего)                                  | 5391  | 5179   | 212    |
| Полностью занятых (всего)                           | 5123  | 4967   | 156    |
| Полностью занятых: Земледелие                       | 146   | 139    | 7      |
| Полностью занятых: Сельскохозяйственные работники   | 30    | 18     | 12     |
| Полностью занятых: в подсобном (домашнем) хозяйстве | 0     | 0      | 0      |
| Полностью занятых: иная занятость                   | 4947  | 4810   | 137    |
| Частично занятых (всего)                            | 268   | 212    | 56     |
| Частично занятых: Земледелие                        | 50    | 36     | 14     |
| Частично занятых: Сельскохозяйственные работники    | 7     | 2      | 5      |
| Частично занятых: в подсобном (домашнем) хозяйстве  | 1     | 1      | 0      |
| Частично занятых: иная занятость                    | 210   | 173    | 37     |
| Не работали                                         | 831   | 271    | 560    |